# Yasin Mazhar Siddiqi
Yasin Mazhar Siddiqi, también conocido como Yasin Mazhar Siddique Nadvi, (Lakhimpur Kheri, 26 de diciembre de 1944 - 15 de septiembre de 2020) fue un erudito e historiador musulmán sunita indio que se desempeñó como director del Instituto de Estudios Islámicos de la Universidad Musulmana de Aligarh. 

## Primeros años
Siddīqi nació el 26 de diciembre de 1944 en el distrito de Lakhimpur Kheri de las Provincias Unidas de la India británica. Se graduó en los estudios tradicionales de dars-e-nizami de Nadwatul Ulama en 1959 y se graduó en literatura en la Universidad de Lucknow en 1960. Aprobó los exámenes intermedios de Jamia Millia Islamia en 1962 y luego obtuvo el BA en 1965 y licenciatura de educación en 1966 de la misma Universidad. En 1968, Siddiqi tiene un maestría en Historia, Maestría en Filosofía en 1969 y doctorado en 1975 de la Universidad Musulmana de Aligarh. 
Los maestros de Siddīqi incluyen a Abul Hasan Ali Nadwi, KA Nizami, Abd al-Hafīz Balyāwi y Rabey Hasani Nadwi.

## Carrera
Siddīqi fue nombrado asistente de investigación en el departamento de historia de la Universidad Musulmana de Aligarh (AMU) en 1970. Se convirtió en profesor de Historia en 1977 y Saiyid Hamid lo transfirió al Instituto de Estudios Islámicos (AMU) en 1983.  Se convirtió en profesor de estudios islámicos en 1991 y se desempeñó como director del Instituto de Estudios Islámicos (AMU) de 1997 a 2000. En 2001, fue nombrado director de la Célula de Investigación Shah Waliullah del Instituto de Estudios Islámicos (AMU). Siddīqi se retiró del Instituto de Estudios Islámicos el 31 de diciembre de 2006, pero mantuvo el puesto de director de la Célula de Investigación Shah Waliullah durante diez años. 
Entre 2000 y 2010, Siddīqi organizó unos diez seminarios nacionales e internacionales sobre los diferentes aspectos de la vida de Shah Waliullah Dehlawi y escribió dieciocho libros.

## Premios
Siddīqi recibió el quinto premio Shah Waliullah del Instituto de Estudios Objetivos de Nueva Delhi el 24 de septiembre de 2005.

## Muerte
Siddīqi murió el 15 de septiembre de 2020.

## Obras literarias
Los libros de Siddīqi incluyen:
- Tārīkh Tehzeeb-e-Islāmi
- Ghazwāt ki iqtesādi ehmiyat
- Tawhīd-e-Ilāhi awr mufassirīn-e-girāmi
- Wahi-e-Hadīth
- Ehd-e-Nabwi mai Tanzīm-e-Riyāsat-o-Hukūmat [7]
- El profeta Mahoma: un modelo a seguir para las minorías musulmanas [8]
- Catálogo de manuscritos árabes de la Universidad Musulmana de Aligarh, publicado por la Fundación del Patrimonio Islámico Al-Furqan en Londres en 2002.